# Augustin Dupré

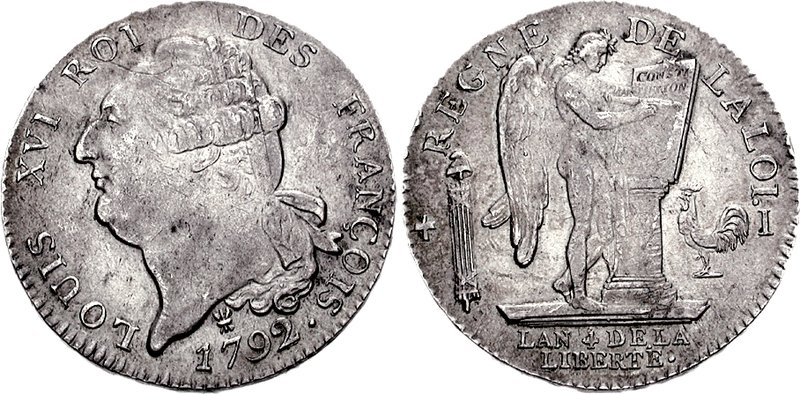
Écu constitutionnel gravat de Augustin Dupré; avers: efigia lui Ludovic al XVI-lea (cap spre stânga), circular: LOUIS XVI ROI DES FRANÇOIS; sub gât, milesimul, 1792; revers: sus, circular: REGNE DE LA LOI; în centru, Geniul Franței scrie, pe două rânduri CONSTI / TUTION, pe o placă așezată pe o coloană; un mănunchi de fascii surmontat de o bonetă frigiană, în stânga și un cocoș spre stânga, în dreapta coloanei. În exergă, pe două rânduri: LAN 4 DE LA LIBERTÉ; monetăria din Limoges.

Augustin Dupré (n. 6 octombrie 1748, Saint-Étienne, Franța – d. 30 ianuarie 1833, Armentières⁠(d), Île-de-France, Franța) a fost un gravor de monede și medalii francez.

## Biografie
Augustin Dupré și-a început cariera de gravor la manufactura regală de arme.
Pe la 1770, s-a instalat la Paris, unde și-a gravat primele medalii.
Revoluția Franceză i-a dat ocazia să-și dezvolte arta. Schimbarea de regim și reforma monetară cereau o schimbare completă a tipurilor monetare. Un concurs, provocat de pictorul Louis David, a fost deschis în aprilie 1791 de Convenție, iar proiectul lui Dupré a fost reținut pentru moneda cunoscută sub denumirea de Louis conventionnel (în română Ludovic convențional sau Ludovic al Convenției). În urma acestei promovări, Dupré a fost numit Gravor general al monedelor, printr-un decret al Adunării Naționale, emis la 11 iulie 1791. Augustin Dupré a ocupat această funcție până în 1803, când a fost revocat printr-un decret de către Primul Consul, în data de 12 martie 1803. A fost înlocuit de Pierre-Joseph Tiolier.

## Operele sale monetare

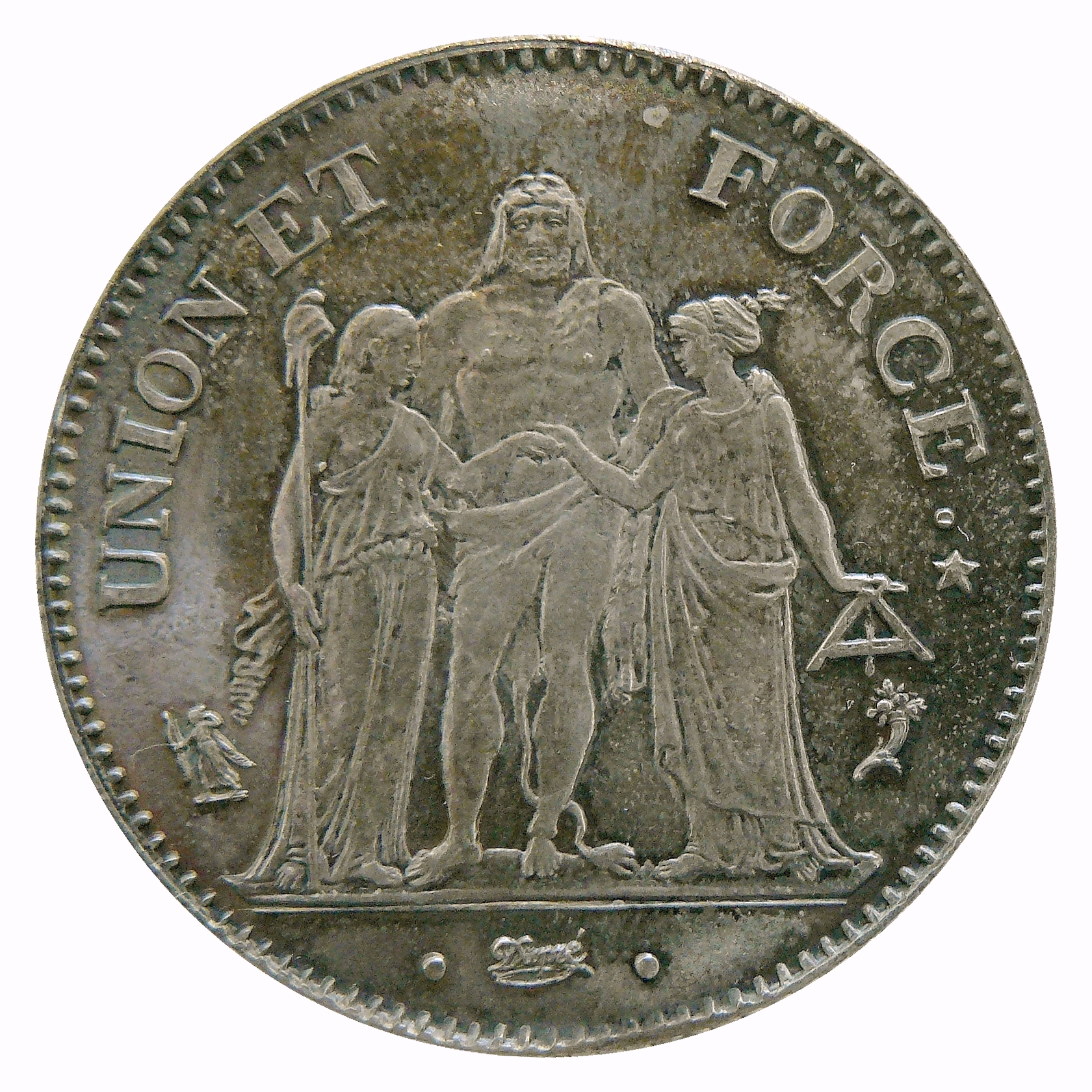
Piesa de 5 francs; Union et Force Prima Republică, Anul V (1796) (Hercule)

Revoluția Franceză îi încuraja pe artiști să celebreze noua ordine. Augustin Dupré se inspira pentru compozițiile sale alegorice din simbolistica Antichității (Tablele Legii, Geniul Libertății, Hercule, boneta frigiană, fasciile lictorilor, balanța, etc. A fost triumful stilului neoclasic.
Prima sa contribuție este Ludovicul de aur de 24 de livre, tipul cu geniu; aversul poartă încă efigia regelui Ludovic al XVI-lea, cu titulatura ROI DES FRANÇOIS, în ortografia actuală: Roi des Français, și milesimul 1792. Reversul monedei reprezintă un Geniu înaripat care scrie cuvântul Loi, pe o stelă cu deviza LE RÈGNE DE LA LOI și mențiunea AN III DE LA LIBERTÉ. Un écu de șase livre și o jumătate de écu de argint au reluat acest motiv.
După proclamarea Republicii, Augustin Dupré a gravat esențialul noii monede decimale: piesele de 1 centimă, 5 centime, 1 decimă și 2 decime cu Marianne, precum și piesa de 5 franci cu Hercule, din argint.
Imaginea lui Hercule gravată de Augustin Dupré a marcat reapariția francului. A fost reluată, cu modificări, sub diferite republici. Acest écu a fost bătut din Anul 4 până în Anul 11, apoi în 1848/1849 și din nou din 1870 până în 1878. A fost scos la lumină pentru emisiuni de prestigiu din argint, de 10 franci (1965/1973) și de 50 de franci (din 1974 până în 1977), apoi prin emiterea unei piese comemorative de 5 franci din cupro-nichel în 1996. 
Piese de 100 € și de 1000 € (aur sau argint), cu Hercule modernizat, gravat de Joaquin Jimenez, au fost bătute în 2011; în 2012, acest Hercule modernizat figurează pe monedele de 10 € de argint.
Utilajul și actele lui Dupré, pe care le-a luat cu sine după ce și-a părăsit munca de gravor general, i-au fost risipite, în secolul al XIX-lea, de către copiii săi. O parte din aceste fonduri au putut fi achiziționate, mai târziu, de instituții publice. Le putem găsi astăzi la Monnaie de Paris (Monetăria din Paris), la Cabinet des médailles (Cabinetul de Medalii) al Bibliotecii Naționale a Franței (în franceză: Bibliothèque nationale de France) și la Muzeul Carnavalet, în franceză Musée Carnavalet.

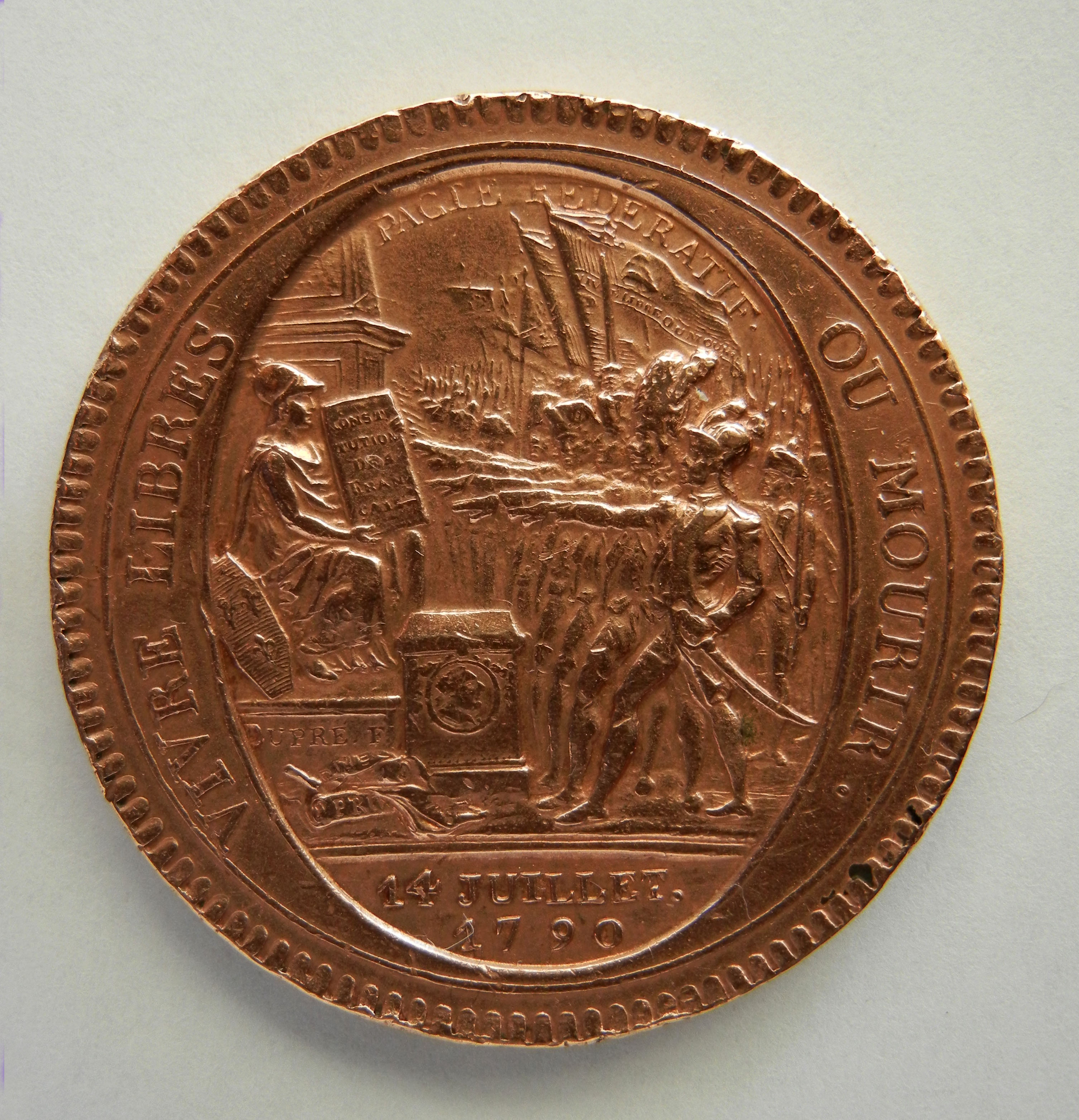
Monneron de 5 sous, 1792, de Augustin Dupré (avers)

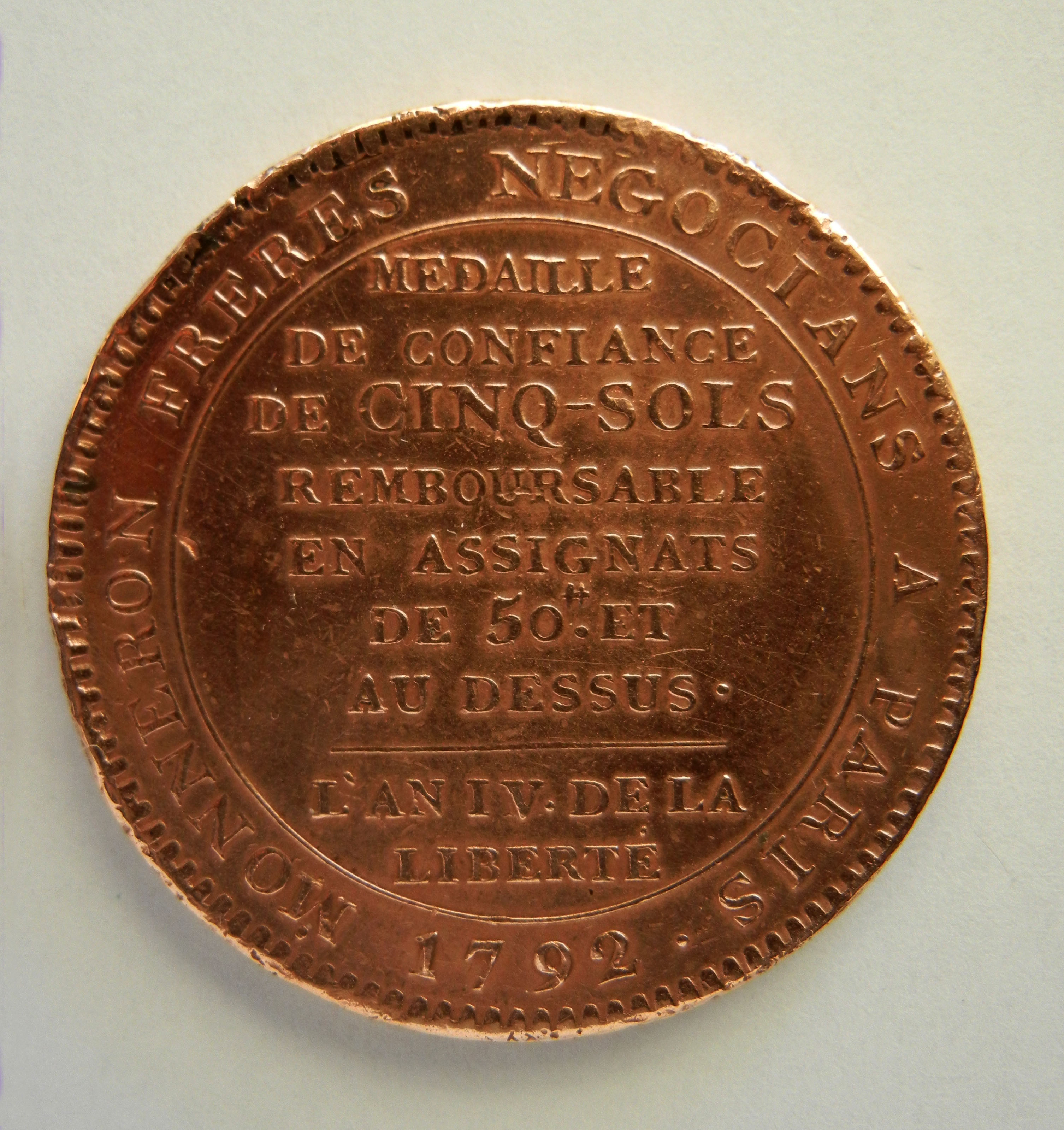
Monneron de 5 sous, 1792, de Augustin Dupré (revers)

## Galerie de imagini

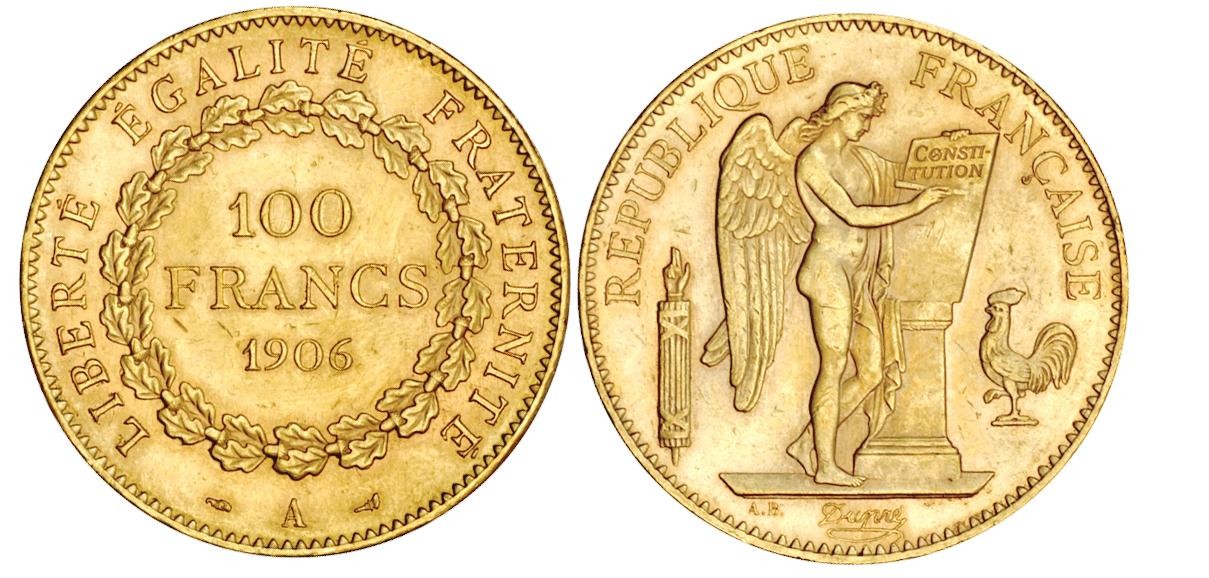
100 franci aur[24], 1906, gravor Augustin Dupré; revers, circular: LIBERTÉ ÉGALITÉ FRATERNITÉ, cunună de ramuri de stejar; în centru, pe trei rânduri: 1oo / FRANCS / 1906; avers: circular, RÉPUBLIQUE FRANÇAISE[25], în centru, Geniul Franței scrie, pe două rânduri CONSTI- / TUTION, pe o placă așezată pe o coloană; un mănunchi de fascii, în stânga coloanei și un cocoș spre stânga, în dreapta coloanei.
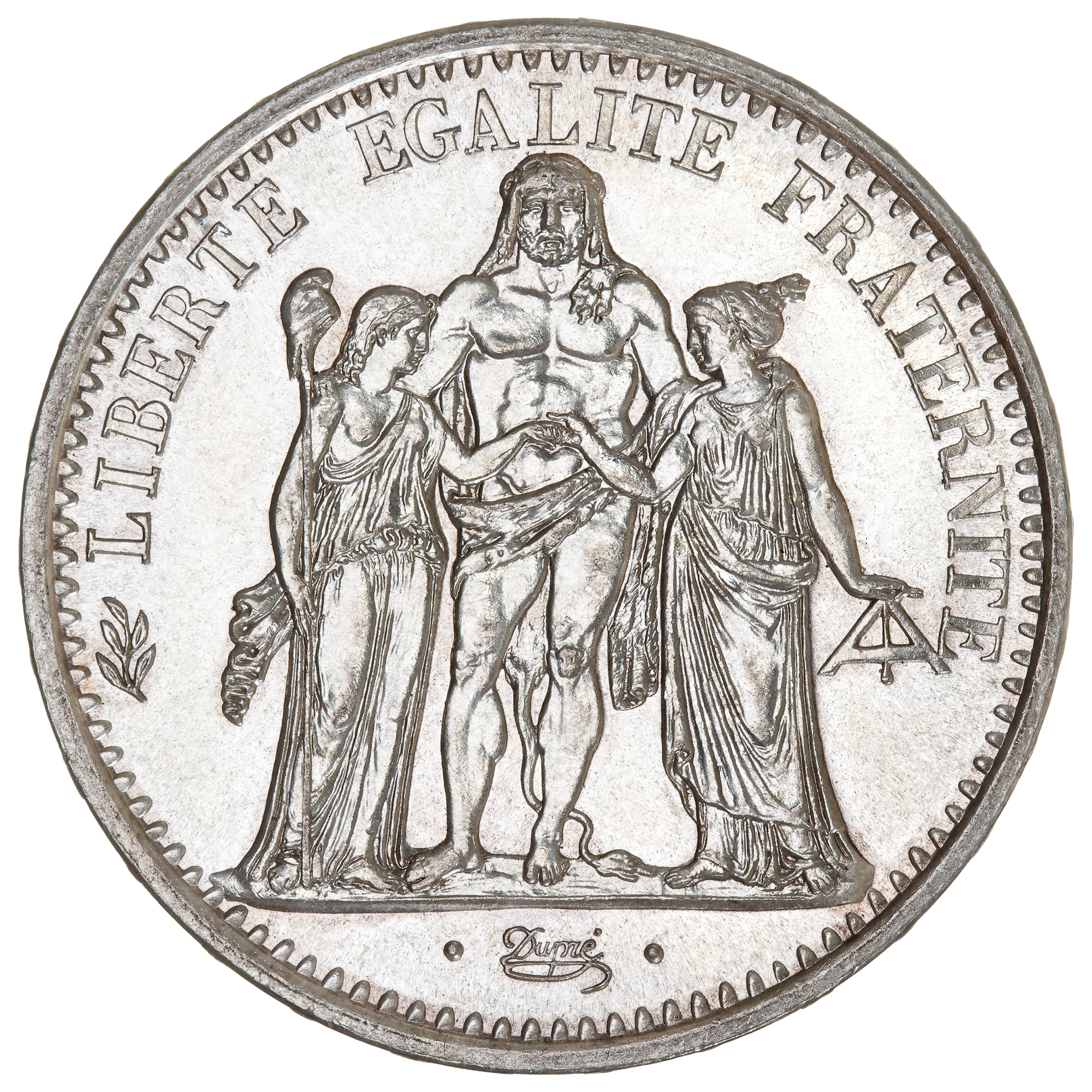
Piesă cu valoarea nominală de 5 franci, emisă în 1967, argint, 37 mm diametru, 25 grame; avers: circular: LIBERTE EGALITE FRATERNITE[26]; în centru, Hercule având în stânga saJustitia, iar în dreapta sa Republica; în exergă, semnătura artistului gravor Augustin Dupré
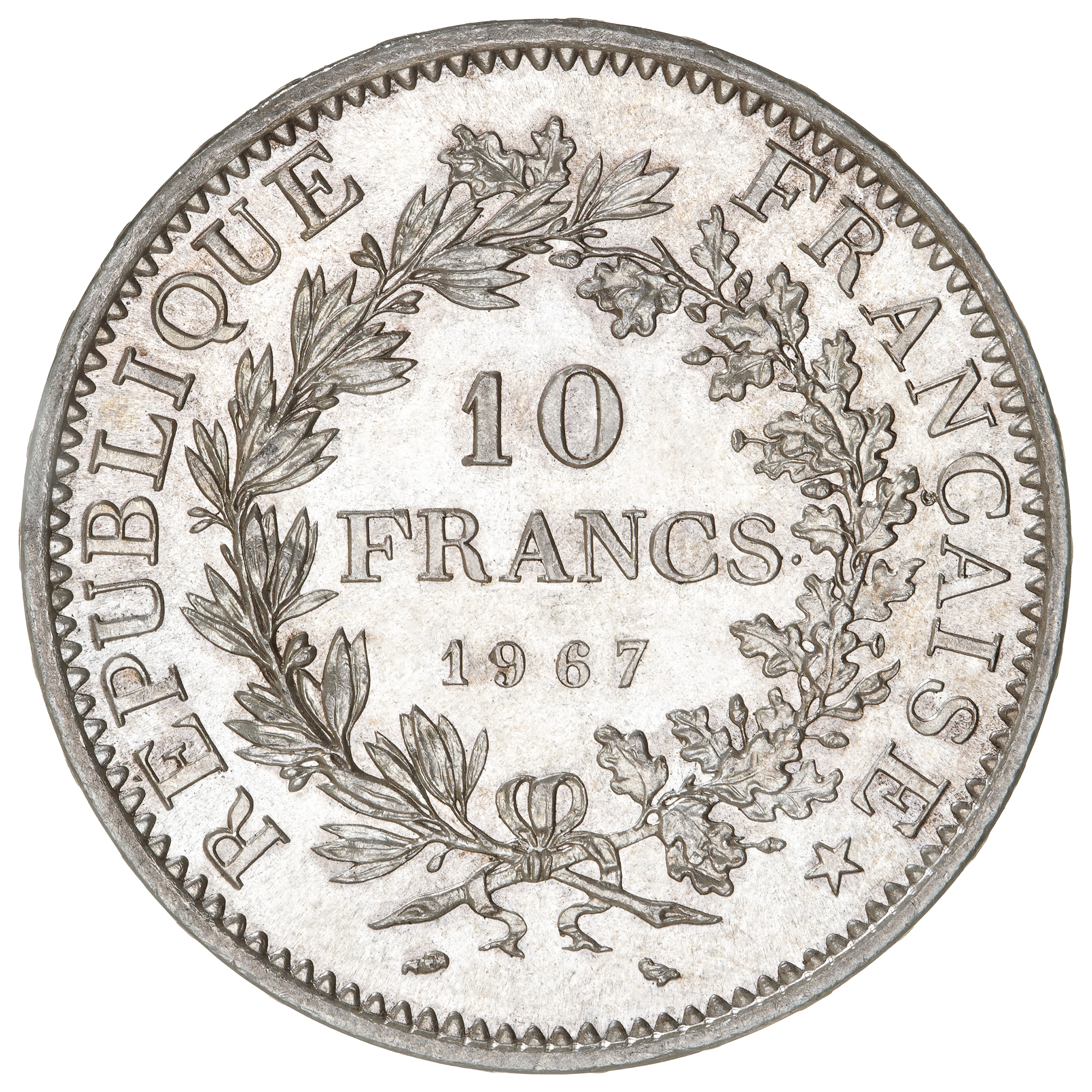
Piesă cu valoarea nominală de 5 franci, emisă în 1967, revers: circular, RÉPUBLIQUE FRANÇAISE[25], două ramuri înfrunzite (la stânga de laur, iar la dreapta de stejar), întretăiate la cele două capete; în centru, valoarea nominală și milesimul, pe trei rânduri: 10 / FRANCS / 1967
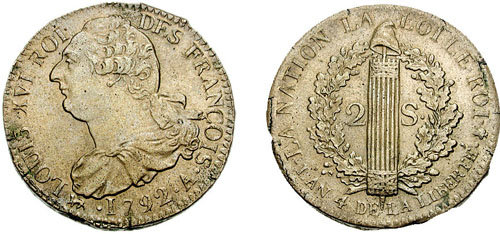
Dublu sol convențional de argint (24,16 grame); Stânga: avers: circular, LOUIS XVI ROI DES FRANÇOIS[27], jos: milesimul 1792, A (litera monetăriei din Paris); în centru, cap spre stânga. Dreapta: revers: în centru, un mănunchi de fascii surmontate de o bonetă frigiană şi înconjurate de o cunună de ramuri de stejar; la stânga fasciilor este gravată cifra 2, iar la dreapta lor este gravată litera S (valoarea nominală de 2 sols); circular, în jumătatea superioară: LA NATION LA LOI LE ROI[28], în partea inferoară: LAN 4 DE LA LIBERTE